# Distretto di Bougainville Settentrionale
Il distretto di Bougainville Settentrionale, in inglese North Bougainville District, è un distretto della Papua Nuova Guinea appartenente alla Regione autonoma di Bougainville. Ha una superficie di 3.007 km² e 57.000 abitanti (stima nel 2000)

## Geografia antropica

### Suddivisioni amministrative
Il distretto è suddiviso in due Aree di Governo Locale:
- Atolls
- Buka
- Kunua
- Nissan
- Selau Suir
- Tinputz